# Gryon mischa
Gryon mischa är en stekelart som beskrevs av Mikhail Vasilievich Kozlov och Kononova 1989. Gryon mischa ingår i släktet Gryon och familjen Scelionidae. Inga underarter finns listade i Catalogue of Life.